# Jack Harvey (pilote automobile)
Pour les articles homonymes, voir Jack Harvey et Harvey.
Jack Harvey, né le 15 avril 1993 à Bassingham (Angleterre), est un pilote automobile britannique.

## Biographie
Il commence à gagner en karting en 2006. Il passe en monoplace en 2009 en participant à la Formule BMW Europe, qu'il termine à la 7e place. Il débute en 2011 en championnat de Grande-Bretagne de Formule 3 et finit à la 9e place avec une victoire au compteur.
En 2012, il poursuit son engagement en championnat britannique et participe à quelques manches du Championnat d'Europe de Formule 3 2012.
Il prend part ensuite à la saison 2013 du GP3 Series avec pour bilan deux victoires et une 5e place au classement final.
En 2014, sa carrière s'oriente vers les États-Unis et plus précisément l'Indy Lights où il termine vice-champion. Il pilote à nouveau dans le championnat l’année suivante et termine à la même place.
Il se dirige en 2017 vers l’IndyCar Series en commençant par les 500 miles d'Indianapolis où il abandonne au bout de 65 tours. Il dispute à nouveau quelques courses dans la saison ainsi qu'en 2018 et en 2019, année où il obtient son meilleur résultat dans le championnat avec une 3e place décrochée lors du Grand Prix d'Indianapolis. Il dispute subséquemment l'intégralité de la saison 2020 et termine 15e au général. Il est de nouveau engagé à l'année pour la saison 2021.